# Baldovineşti
Baldovineşti es una comuna ubicada en el distrito de Olt, Rumania.

## Superficie
Posee una superficie de 21,60 kilómetros cuadrados.

## Demografía
Hasta 2021 la población era de 922 habitantes, con una densidad de población de 42,69 habitantes por kilómetro cuadrado.